# Tapinothelops vittipes
Tapinothelops vittipes là một loài nhện trong họ Pisauridae.
Loài này thuộc chi Tapinothelops. Tapinothelops vittipes được Lodovico di Caporiacco miêu tả năm 1941.